# Richard Dougherty
Richard Dougherty (né le 5 août 1932 à Fort Frances au Canada et mort le 23 novembre 2016 à International Falls,) est un joueur américain de hockey sur glace. Lors des Jeux olympiques d'hiver de 1956, il remporte la médaille d'argent.

## Palmarès
- Médaille d'argent aux Jeux olympiques de Cortina d'Ampezzo en 1956